# Јована Коцић
Јована Коцић (Београд, 24. фебруар 1998) српска је одбојкашица. Игра на позицији блокера. У каријери је играла  за београдску Визуру. Од 2020. године наступа за румунску екипу Алба из Блажа.
Јована Коцић је чланица женске одбојкашке репрезентације Србије. Проглашена је за најбољег блокера у Лиги нација 2021. године. Уврштена је у састав Србије за сениорско Европско првенство 2021. године.
Освојила је са репрезентацијом сребрну медаљу на Европском првенству 2021. године.
Освојила је бронзану медаљу са Србијом у Лиги нација 2022. године, то је била прва медаља за српску женску одбојку у овом такмичењу.